# روبرت مارتن (مهندس)
روبرت مارتن (بالإنجليزية: Robert Martin)‏ هو مهندس ومهندس الصوت أمريكي، ولد في 31 مارس 1916 في بنسيلفانيا في الولايات المتحدة، وتوفي في 16 يناير 1992.

## وصلات خارجية
- روبرت مارتن على موقع IMDb (الإنجليزية)
- روبرت مارتن على موقع قاعدة بيانات الفيلم (الإنجليزية)